# Borsodivánka
Borsodivánka község Borsod-Abaúj-Zemplén vármegyében, a Mezőkövesdi járásban.

## Fekvése
A vármegye déli széle közelében helyezkedik el, Mezőkövesdtől és Tiszafüredtől egyaránt 15-15, a megyeszékhely Miskolctól mintegy 60 kilométerre délre.
A közvetlenül határos települések: észak felől Szentistván, kelet felől Négyes, dél felől Poroszló, északnyugat felől pedig Egerlövő. A környező települések közül Egerlövő és Négyes 4-4, Poroszló 7 kilométerre fekszik, Szentistvánnal viszont nincs közvetlen közúti kapcsolata.

### Megközelítése
Nyugat-keleti irányban a 3302-es út halad rajta végig, amelybe a központban torkollik bele a Poroszlótól idáig vezető 3301-es út.
Vasútvonal nem érinti, a legközelebbi vasúti csatlakozási lehetőséget a Debrecen–Füzesabony-vasútvonal Poroszló vasútállomása kínálja, a központtól néhány kilométerre délre.

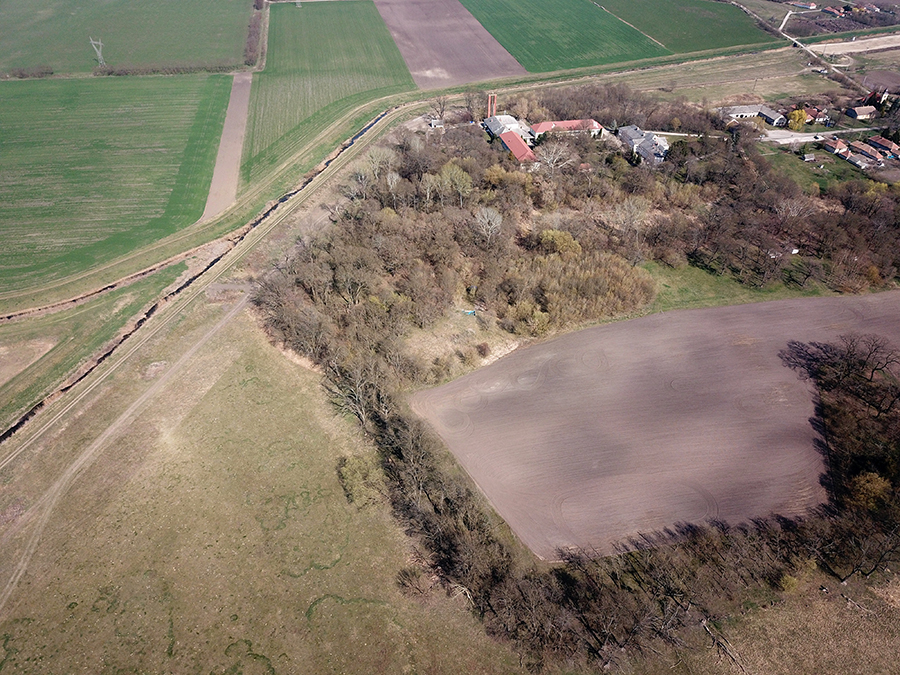
Borsodivánka–Nagyhalom egykori földvárának maradványai légi fotón

## Története
A terület már a honfoglalás idején is lakott volt, a község határában földvár nyomaira bukkantak. A község régi neve Iván volt. Első írásos említése a Váradi regestrumban történik, Louan néven. Birtokosa a Sártivánvecse nemzetség volt, majd a 13. század végétől a Rátold nemzetségé lett. A település a török időkben sem halt ki; a fosztogató csapatok elől a közeli Tisza szigeteire menekült a lakosság.
A falu lakossága nagyrészt mezőgazdaságból él. Teljes foglalkoztatottság van, a tucatnyi közmunkást is beleértve.
Jó hetven fő tanulóval, kis létszámú osztályokban 1970 óta általános iskola működik itt.
A településen orvosi-, fogorvosi rendelő, posta, ABC-áruház működik.

### Nevének eredete
A település régi neve Iván volt. A Sártivánvecse nemzetség birtoka volt. A név ennek a nemzetségnek a nevéből származik.

## Közélete

### Polgármesterei
- 1990–1994: Csató Flórián (független)[3]
- 1994–1998: Csató Flórián (független)[4]
- 1998–2002: Csató Flórián (független)[5]
- 2002–2006: Körösi László (független)[6]
- 2006–2010: Bogdán József (független)[7]
- 2010–2014: Bogdán József (Fidesz-KDNP)[8]
- 2014–2019: Bogdán József (Fidesz-KDNP)[9]
- 2019–2024: Bogdán József (független)[10]
- 2024– : Rózsa Andrea (független)[1]

A településen a 2002. október 20-án megtartott önkormányzati választás érdekessége volt, hogy az országos átlagot jóval meghaladó számú, összesen 7 polgármesterjelölt indult. Ilyen nagy számú jelöltre abban az évben az egész országban csak 24 település lakói szavazhattak, ennél több (8 vagy 10) aspiránsra pedig hét másik településen volt példa.

## Népesség
A település népességének változása:
| Lakosok száma | 732  | 716  | 708  | 704  | 633  | 629  | 648  |
|               | 2013 | 2014 | 2015 | 2021 | 2022 | 2023 | 2024 |

A 2001-es népszámlálás adatai szerint a településnek csak magyar lakossága volt.
A 2011-es népszámlálás során a lakosok 84,9%-a magyarnak, 2,1% cigánynak, 0,3% németnek, 0,4% románnak mondta magát (15,1% nem nyilatkozott; a kettős identitások miatt a végösszeg nagyobb lehet 100%-nál). A vallási megoszlás a következő volt: római katolikus 40,8%, református 9%, evangélikus 0,3%, görögkatolikus 0,7%, felekezeten kívüli 22% (27,1% nem válaszolt).
2022-ben a lakosság 90,8%-a vallotta magát magyarnak, 0,2% bolgárnak, 0,2% románnak, 1,6% egyéb, nem hazai nemzetiségűnek (8,7% nem nyilatkozott; a kettős identitások miatt a végösszeg nagyobb lehet 100%-nál). Vallásuk szerint 18,3% volt római katolikus, 3,8% református, 1,1% görög katolikus, 0,5% egyéb keresztény, 6,8% felekezeten kívüli (69,4% nem válaszolt).

## Nevezetességei
- Kastélypark
- Római katolikus temploma, Keresztelő Szent János tiszteletére felszentelve
- Hősi emlékmű
- Nagyhalom elpusztult földvár, rézkori ásatással

## Itt született
- 1846. szeptember 13-án zsombolyai és janovai gróf Csekonics Endre, a magyarországi Vöröskereszt Egyesület elnöke, politikus